# Tadighoust
Tadighoust  (in arabo تاديغوست‎?) è un centro abitato e comune rurale del Marocco situato nella provincia di Errachidia, regione di Drâa-Tafilalet. Conta una popolazione di 6 243 abitanti (censimento 2014).